# 镰叶紫菀属
镰叶紫菀属（学名：Chaochienchangia）为菊科的一个属。本属的模式种基名为镰叶紫菀 （Aster falcifolius Hand.-Mazz.）。

## 下属物种
本属包括以下物种：
- 镰叶紫菀 Chaochienchangia falcifolia (Hand.-Mazz.) G.L.Nesom